# Cabeceiras de Basto
Cabeceiras de Basto ist eine Kleinstadt (Vila) in Portugal.

## Geschichte
Dolmen und andere Funde belegen eine vorgeschichtliche Besiedlung bis in die Castrokultur. Zu erwähnen sind dabei insbesondere die Funde von Chacim und Outeirinho de Mouros in der Gemeinde Refojos, und die von Formigueiro in der Gemeinde Rio Douro. So wurden ein Goldlunula und zwei Goldscheiben aus der Bronzezeit gefunden.
Ein frühes, dem Erzengel Michael gewidmetes Kloster entstand hier, vermutlich nach Eintreffen der Sueben 406, oder ab 585 im Westgotenreich. 711 eroberten die Araber Kloster und Ortschaft und zerstörten sie dabei weitgehend. Cabeceiras de Basto wurde vermutlich im Verlauf der Reconquista im 12. Jh. neu besiedelt. Ein neues Kloster entstand hier im frühen 12. Jh. und wurde Ziel zahlreicher Pilger, darunter bekannte Personen wie Inês de Castro oder Nuno Álvares Pereira, der hier 1376 heiratete.
1514 erhielt der Ort Stadtrechte durch König D. Manuel. Später erlangte Cabeceiras de Basto einige kulturelle Relevanz. So wurde es in Werken von Sá de Miranda (in Carta a D. António Pereira), Bernardim Ribeiro, und vor allem Camilo Castelo Branco erwähnt, insbesondere in Bruxa de Monte Cordova und Noites de Lamego.

## Der Ortsname
Eine verbreitete Erklärung des Ortsnamens geht auf die mutmaßlich Gründung durch hier eingetroffene Angehörige der Bastos (Bástulos oder Bastianos) zurück, einer Bevölkerungsgruppe aus Galicien, die 711 nach den Angriffen durch die Mauren vertrieben wurden. Tariq ibn Ziyad (Tarik) eroberte 711 das Westgotenreich, zu dem Cabeceiras de Basto gehörte, und zerstörte dabei die Ortschaft weitgehend.
Eine andere Erklärung sieht den Ursprung des Ortsnamens in der Zeit der Anwesenheit der Römer und dem lateinischen Begriff vastu oder aber pastu, in Bezugnahme auf die hiesigen Weideflächen. Cabeceiras ist in der Annahme aus dem lateinischen capitia und dem späteren Pluralsuffix eiras entstanden, so dass der Ortsname ursprünglich in etwa „hervorragende reichhaltige Weiden“ bedeutet haben soll.
Eine weitere Erklärung stützt sich auf eine Granitstatue aus dem 1. Jahrhundert v. Chr. im Ort, die jedoch vermutlich im 17. und 19. Jahrhundert mehrmals bearbeitet wurde. Sie soll den Lusitaner-Krieger Basto darstellen, der als Namensgeber Pate gestanden haben soll.
In der Bevölkerung war besonders die Erklärung des Ortsnamens anhand einer überlieferten Legende verbreitet. So soll der Mönchsritter Hermígio Romarigues, aus der Familie der Gründer des ersten Klosters São Miguel de Refojos de Basto stammend, den Ort 711 gegen die anstürmende Armee des Tarik verteidigt haben. Dazu soll er sich vor die Brücke zum Kloster gestellt und den Angreifern entgegenrufen haben: Até alí, por São Miguel, até alí, basto eu! (dt. etwa: „Bis hier her und nicht weiter, um des heiligen Michael willen, bis hier her und nicht weiter, dazu soll ich genügen!“). Daraufhin sollen drei Anstürme der Araber erfolglos geblieben und der Mönchsritter fortan Basto (dt.: ich genüge) genannt worden sein. Die Granitstatue im Ort soll dieser Legende nach jenen Ritter „Basto“ darstellen.

## Verwaltung

### Der Kreis
Cabeceiras de Basto ist Sitz eines gleichnamigen Kreises (Concelho) im Distrikt Braga. Am 19. April 2021 hatte der Kreis 15.558 Einwohner auf einer Fläche von 241,8 km².
Die Nachbarkreise sind (im Uhrzeigersinn im Norden beginnend): Montalegre, Boticas, Ribeira de Pena, Mondim de Basto, Celorico de Basto, Fafe sowie Vieira do Minho.

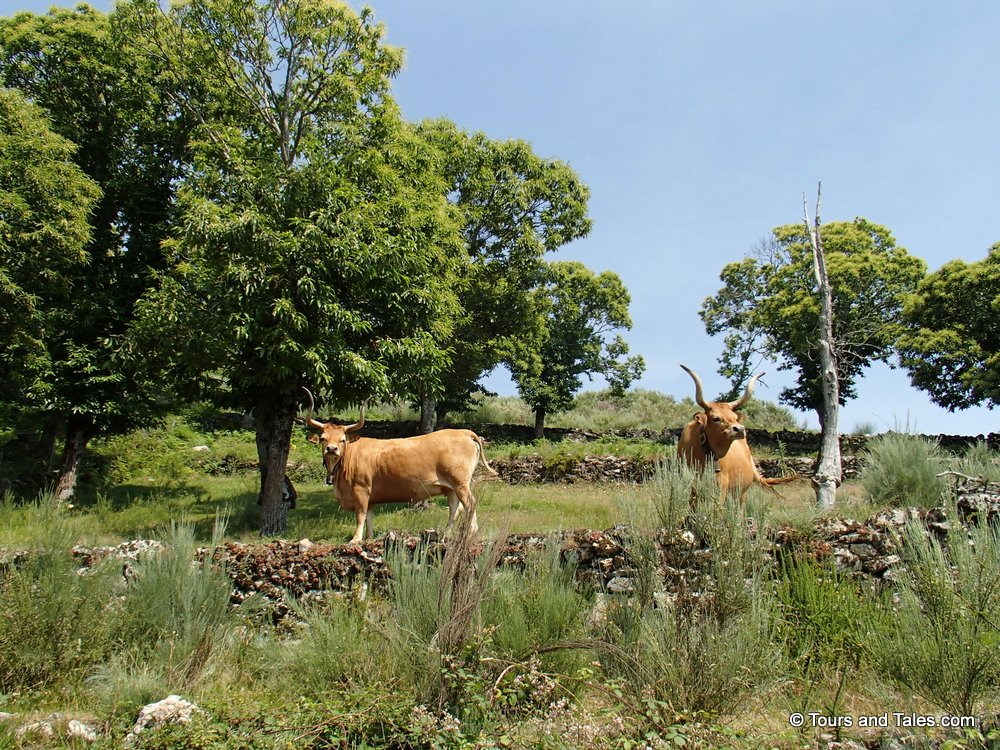
Landschaft im Kreis Cabeceiras de Basto, mit den für Nordportugal und Galicien charakteristischen Barrosã-Rindern (ältere Verwandte des Texanischen Longhorns)

Mit der Gebietsreform im September 2013 wurden mehrere Gemeinden zu neuen Gemeinden zusammengefasst, sodass sich die Zahl der Gemeinden von zuvor 17 auf zwölf verringerte.
Die folgenden Gemeinden (Freguesias) liegen im Kreis Cabeceiras de Basto:

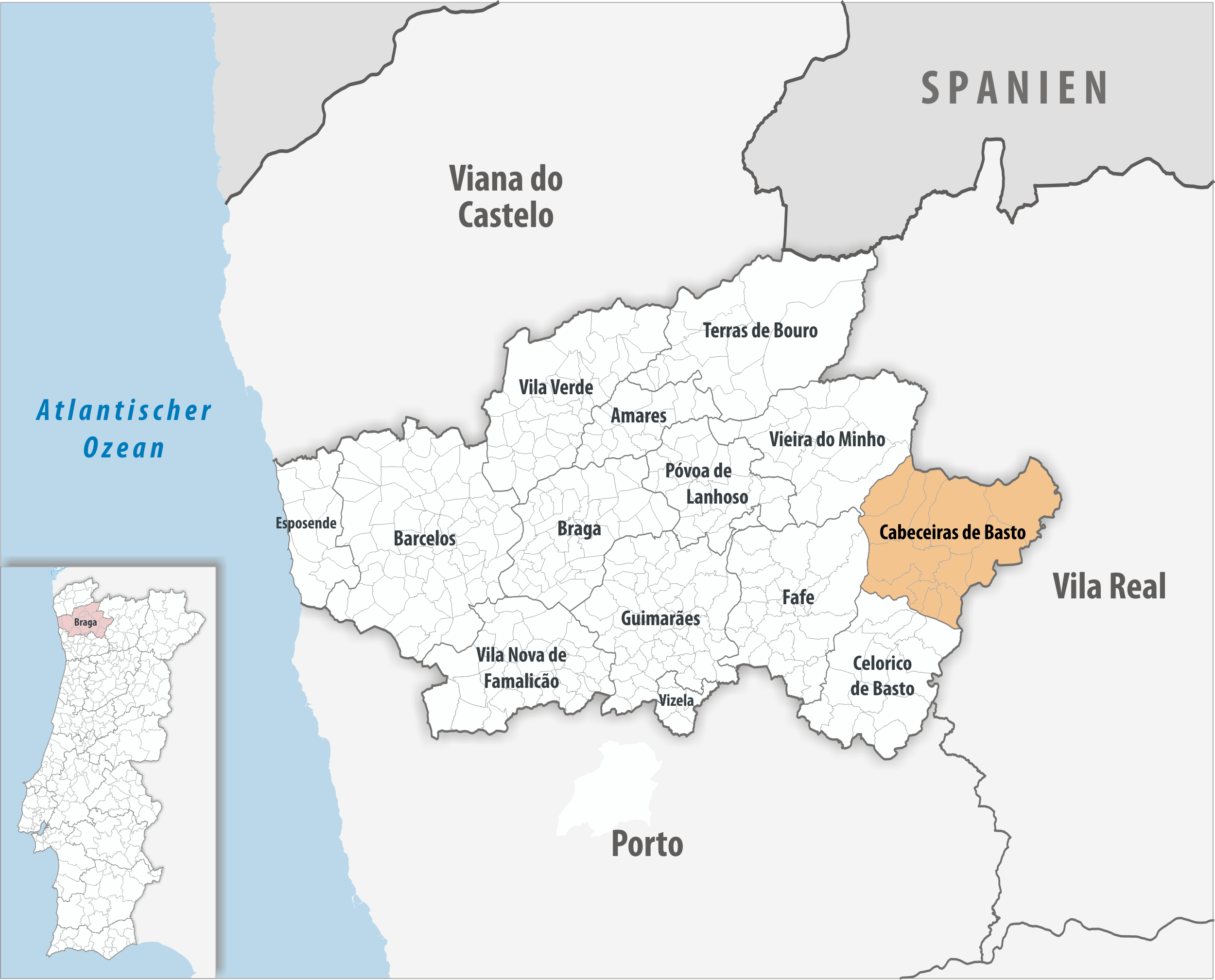
Kreis Cabeceiras de Basto

| Gemeinde                             | Einwohner (2021) | Fläche km² | Dichte Einw./km² | LAU- Code |
| ------------------------------------ | ---------------- | ---------- | ---------------- | --------- |
| Abadim                               | 472              | 15,14      | 31               | 030401    |
| Alvite e Passos                      | 1.039            | 12,19      | 85               | 030418    |
| Arco de Baúlhe e Vila Nune           | 1.950            | 9,04       | 216              | 030419    |
| Basto                                | 893              | 5,58       | 160              | 030404    |
| Bucos                                | 469              | 17,80      | 26               | 030405    |
| Cabeceiras de Basto                  | 616              | 24,52      | 25               | 030406    |
| Cavez                                | 1.133            | 26,79      | 42               | 030407    |
| Faia                                 | 555              | 5,15       | 108              | 030408    |
| Gondiães e Vilar de Cunhas           | 347              | 41,38      | 8                | 030420    |
| Pedraça                              | 694              | 12,17      | 57               | 030413    |
| Refojos de Basto, Outeiro e Painzela | 6.574            | 28,95      | 227              | 030421    |
| Rio Douro                            | 816              | 43,11      | 19               | 030415    |
| Kreis Cabeceiras de Basto            | 15.558           | 241,82     | 64               | 0304      |

### Bevölkerungsentwicklung
| Einwohnerzahl im Kreis Cabeceiras de Basto (1801–2011) | Einwohnerzahl im Kreis Cabeceiras de Basto (1801–2011) | Einwohnerzahl im Kreis Cabeceiras de Basto (1801–2011) | Einwohnerzahl im Kreis Cabeceiras de Basto (1801–2011) | Einwohnerzahl im Kreis Cabeceiras de Basto (1801–2011) | Einwohnerzahl im Kreis Cabeceiras de Basto (1801–2011) | Einwohnerzahl im Kreis Cabeceiras de Basto (1801–2011) | Einwohnerzahl im Kreis Cabeceiras de Basto (1801–2011) | Einwohnerzahl im Kreis Cabeceiras de Basto (1801–2011) |
| ------------------------------------------------------ | ------------------------------------------------------ | ------------------------------------------------------ | ------------------------------------------------------ | ------------------------------------------------------ | ------------------------------------------------------ | ------------------------------------------------------ | ------------------------------------------------------ | ------------------------------------------------------ |
| 1801                                                   | 1849                                                   | 1900                                                   | 1930                                                   | 1960                                                   | 1981                                                   | 1991                                                   | 2001                                                   | 2011                                                   |
| 8224                                                   | 14.087                                                 | 16.284                                                 | 17.273                                                 | 21.141                                                 | 18.997                                                 | 16.368                                                 | 17.846                                                 | 16.709                                                 |

### Kommunaler Feiertag
- 29. September

### Städtepartnerschaften
- Neuville-sur-Saône, Frankreich (seit 1997)
- Boa Vista, Kap Verde (seit 2009)
- Lalín, Galicien, Spanien (seit 2012)

Daneben unterhalten zwei Gemeinden weitere Partnerschaften:
- Gemeinde Cavez:  Quincieux im Département Rhône (seit 2005/2006)
- Gemeinde Refojos de Basto:  Rives im Département Isère (seit 2008)[7]

## Verkehr
Über die Anschlussstelle in der Gemeinde Basto ist Cabeceiras de Basto an die Autobahn A7 angeschlossen.
Bis zur Einstellung des Personenverkehrs 1990 hatte der Kreis mit dem Bahnhof in Arco de Baúlhe Anschluss an die Eisenbahnstrecke Linha do Tâmega.
Cabeceiras de Basto ist in das landesweite Fernbusnetz der Rede Expressos eingebunden.
Der Öffentliche Personennahverkehr im Kreis wird durch öffentlich konzessionierte Buslinien von den privaten Busunternehmen Mondinense und Transdev betrieben.

## Söhne und Töchter der Stadt
- Francisco Guedes de Carvalho Meneses da Costa (1757–1833), adliger Kolonialverwalter, 1797–1801 Gouverneur von Mosambik
- Joaquim José Insley Pacheco (1830–1912), Fotograf, Maler und Zeichner, kaiserlicher Hoffotograf in Brasilien
- Júlio Augusto Henriques (1838–1928), Botaniker und Hochschullehrer
- Francisco Alves de Oliveira (1848–1917), Buchhändler und Stifter in Brasilien
- Adelaide Penha de Magalhães (1874–1945), feministische Schriftstellerin, republikanische Aktivistin und Politikerin
- Baltazar Castro (1891–1967), Architekt, bedeutender Restaurator
- Herculano Mendes (1904–1975), Leichtathlet, portugiesischer Rekord-Hammer- und Diskuswerfer
- Arnaldo Pereira Leite (1908–1958), Ingenieur und Verkehrspolitiker im Estado-Novo-Regime, Leiter der Caminhos de Ferro de Angola
- Joaquim dos Santos (1936–2008), geistlicher Komponist
- Vitinha (* 2000), Fußballspieler